# Gelson Fernandes
Gelson Tavares Fernandes (Praia, 1986. szeptember 2. –) a Zöld-foki szigetekről származó svájci labdarúgó, aki jelenleg a francia Rennes játékosa.

## Pályafutása
Nevelőegyüttese, az FC Sion felnőtt csapatában 2004-től játszott. 2007. július 14-én az angol élvonalban szereplő, Manchester City-hez igazolt, az angolok hat millió eurót fizettek érte a svájci csapatnak. Átigazolásakor Sven-Göran Eriksson mint a legjobb fiatal svájci labdarúgóként jellemezte. A Portsmouth Football Club elleni mérkőzésen debütált a szigetországban. A City színeiben három alkalommal talált a kapuba, először 2008. január 2-án, a Newcastle United Football Club ellen megnyert 2-0-s mérkőzésen, még ugyanebben a szezonban, az Arsenal Football Club hálójába is gólt lőtt, de a mérkőzést végül 3-1 arányban a londoni csapat nyerte, harmadik találatát a következő szezonban, a Portsmouth Football Club felett aratott, kiütéses, 6-0-s győzelem alkalmával szerezte.
2009. július 9-én, két évre, a francia A.S. Saint-Étiennehez igazolt, a franciák kétmillió fontot fizettek érte. 2009. augusztus 8-án debütált az OGC Nice elleni 2-0-s vereség alkalmával. Csapata ekkortájt nem szerepelt túlzottan jól, és a csalódástkeltő 17. helyen végzett. Később már nem volt a legjobb a viszonya az őt leigazoló edzővel, Christophe Galtier-vel sem. Galtier idővel megengedte, hogy Fernandes távozzon, egyelőre csak kölcsönbe. Első francia szezonjában 33-szor lépett pályára.
Elsőként a Chievo Veronához került kölcsönbe. Első veronai fellépésén csapata 3-1-re diadalmaskodott a Genoa ellen 2010. szeptember 10-én. Első gólját a Napoli ellen szerezte szeptember 22-én, amikor a Chievo 3-1-re győzött. Októberben a Parma elleni mérkőzésen kiállították második sárga lapja után. Második gólját a Milan ellen lőtte. Veronaiként 29 mérkőzést játszott és két gólt szerzett.
A következő csapat, amelyhez kölcsönadták, a Championshipben szereplő Leicester City volt. Szerződtetését az a Sven-Göran Eriksson javasolta, aki a Manchester Cityhez már leigazolta egyszer. A csapat a Premier League-be való feljutást tűzte ki céljául. Fernandes a Coventry City elleni idegenbeli mérkőzésen debütált Angliában 2011 augusztusában (ezt a mérkőzést egy góllal csapata nyerte). Első találatát a Nottingham Forest ellen szerezte. Időközben a gyenge bajnoki eredmények miatt a svéd edzőt menesztették, és az új edző Nigel Pearson lett, aki már egyszer volt a csapat edzője. A tréner ideje alatt egészen decemberig nem játszott. Fernandes ezután kérte, hogy kölcsönszerződését bontsák fel. Január 4-én ez meg is történt.
Visszatért ezután Olaszországba, de már az Udinese-be. Január 22-én debütált a Coppa Italiaban a Catania elleni mérkőzésen.
2012. július 4-én Fernandes egy négyéves szerződést írt alá a Sportinggal, amelyben 25 millió eurós kivásárlási árat határoztak meg.

## Válogatott
A felnőtt válogatottban 2007. augusztus 22-én mutatkozott be a holland válogatott elleni mérkőzésen.
Tagja volt a 2008-as labdarúgó-Európa-bajnokságon rendezőként induló valamint a 2010-es labdarúgó-világbajnokságra kijutó svájci válogatottnak is.
| #  | Dátum             | Helyszín | Ellenfél      | Gólarány | Eredmény | Rendezvény   |
| -- | ----------------- | -------- | ------------- | -------- | -------- | ------------ |
| 1. | 2009. március 28. | Chişinău | Moldova       | 2–0      | Győzelem | vb-selejtező |
| 2. | 2010. június 16.  | Durban   | Spanyolország | 1–0      | Győzelem | vb           |

## Sikerei, díjai

### Klubcsapatokkal
FC Sion
- Svájci-kupagyőztes: 2006.

## Külső hivatkozások
- Adatlapja a weltfussball.de honlapján